# Begna
Begna är en 213 km lång norsk flod med en höjdskillnad på cirka 1 850 m.
Den rinner upp i Filefjell i södra Jotunheimen, genom Valdres och söderut till Nes i Ådal, där den rinner ut i Sperillen, därefter rinner den genom Ådal till Hønefoss, där den rinner ihop med Randselva och bildar Storelva.